# آلان ريد
آلان ريد (بالإنجليزية: Alan Reed)‏ ولد باسم هربرت ثيودور بيرجمان (20 أغسطس 1907 - 14 يونيو 1977) هو ممثل ومؤدي صوتي أمريكي، عُرف بأدائه لصوت شخصية فريد فلينستون في سلسلة فلينستون الكوميدية. كما مثًل في عدد من الأفلام مثل أيام المجد والإفطار عند تيفاني وفيفا زباطة وغيرها، بالإضافة لعدد من المسلسلات التلفزيونية.

## وصلات خارجية
- آلان ريد على موقع IMDb (الإنجليزية)
- آلان ريد على موقع ألو سيني (الفرنسية)
- آلان ريد على موقع ميوزك برينز (الإنجليزية)
- آلان ريد على موقع قاعدة بيانات برودواي على الإنترنت (الإنجليزية)
- آلان ريد على موقع إن إن دي بي (الإنجليزية)
- آلان ريد على موقع ديسكوغز (الإنجليزية)
- آلان ريد على موقع قاعدة بيانات الفيلم (الإنجليزية)
- "آلان ريد". فايند أغريف. اطلع عليه بتاريخ 2010-09-03.